# Chodźkuny
Chodźkuny (biał. Хацькуны; ros. Хотькуны) − wieś na Białorusi, w obwodzie grodzieńskim, w rejonie oszmiańskim, w sielsowiecie Żuprany.

## Historia
W czasach zaborów wieś i folwark w gminie Polany, w powiecie oszmiańskim, w guberni wileńskiej Imperium Rosyjskiego. W 1866 roku liczyły 10 dusz rewizyjnych. Należały do dóbr Polany. W 1905 roku wieś liczyła 26 mieszkańców, 29 dziesięcin, folwark liczył 9 mieszkańców, 14 dziesięcin, należał do Olechnowicza.
W latach 1921–1945 zaścianek leżał w Polsce, w województwie wileńskim, w powiecie oszmiańskim, w gminie Polany.
W 1931 wieś w 8 domach zamieszkiwało 61 osób.
Wierni należeli do parafii rzymskokatolickiej w Gudogajach. Miejscowość podlegała pod Sąd Grodzki w Oszmianie i Okręgowy w Wilnie; właściwy urząd pocztowy mieścił się w Oszmianie.
Po II wojnie światowej w granicach Związku Sowieckiego. Od 1991 w niepodległej Białorusi.